# Frontières du Canada
Les frontières du Canada consistent en l'ensemble des limites maritimes ou terrestres qui définissent le domaine géographique sur lequel la Couronne canadienne exerce sa souveraineté.

## Historique
Ci-dessous, quelques textes juridiques ayant défini des frontières canadiennes aujourd'hui désuètes, soit en tant que le Canada fut jadis province de Nouvelle-France, colonie de Grande-Bretagne et du Royaume-Uni de Grande-Bretagne et d'Irlande, puis dominion de l'Empire britannique.

### Province de Nouvelle-France (1535-1763)
Ci-dessous, quelques textes juridiques ayant défini un tracé du Canada en tant que province de la vice-royauté de Nouvelle-France, quelles que soient les formes de gouvernement qu'on y exerçât alors : lieutenants-généraux (1541-1614), compagnies coloniales (1614-1663), gouvernement royal (1663-1760) et régime militaire (1760-1763).
- Bref récit et succincte narration de la navigation faite en MDXXXV et MDXXXVI par le capitaine Jacques Cartier aux îles de Canada, Hochelaga, Saguenay et autres[1] : « commencement de la terre et province de Canada » (7 septembre 1535).
- Traité de Saint-Germain-en-Laye (29 mars 1632)
- Traité de Ryswick (20-21 septembre 1697)
- Grande Paix de Montréal (4 août 1701)
- Traité d'Utrecht (11 avril 1713)
- Traité d'Aix-la-Chapelle (18 octobre 1748)

### Colonie britannique (1763-1867)
Ci-dessous, quelques textes juridiques ayant défini un tracé du Canada en tant que colonie britannique, quel que soit le régime politique sous lequel on gouvernât alors le Canada : Province de Québec (1763-1791), Province du Bas-Canada (1791-1841) et Province du Canada (1841-1867).
- Traité de Paris de 1763 : cession du Canada (Nouvelle-France)
- Proclamation royale de 1763 : création de la Province de Québec (1763-1791)
- Acte de Québec (1774) : agrandissement de la Province de Québec
- Traité de Paris de 1783 (3 septembre 1783) : vallée de l'Ohio
- An act for establishing courts of judicature in the island of Newfoundland and the islands adjacent : and for re-annexing part of the coast of Labrador and the islands lying on the said coast to the government of Newfoundland, 1809, 49 Geo. III, chapitre 27 (R.-U.)
- An Act to provide for the extinction of feudal and seigniorial rights and burthens on lands held à titre de fief and à titre de cens in the province of Lower Canada : and for the gradual conversion of those tenures into the tenure of free and common soccage, and for other purposes relating to the said province, 1825, 6 Geo. IV, chapitre 69 (R.-U.)
- Traité Webster-Ashburton (9 août 1842) : Bas-Canada et États-Unis
- Loi de 1851 sur les frontières de la province du Canada et du Nouveau-Brunswick, 14-15 Victoria, chapitre 63 (R.-U.)

### Dominion of Canada(1867-1982)
Ci-dessous, quelques textes juridiques ayant défini un tracé du Canada en tant que Dominion :
- Traité de Washington de 1871 (8 mai 1871) : îles du détroit de Juan de Fuca
- Décret en conseil sur la Terre de Rupert et le Territoire du Nord-Ouest (23 juin 1870)
- Traité Hay-Herbert (24 janvier 1903) : Alaska
- Arrêt portant sur la frontière entre le dominion du Canada et la colonie de Terre-Neuve dans la péninsule du Labrador, Comité judiciaire du Conseil privé, mars 1927

## Frontières contemporaines
Ci-dessous, les textes juridiques définissant les frontières contemporaines et actuelles de la Fédération canadienne.

### Textes canadiens

Évolution de la frontière canadienne depuis 1867

Ci-dessous, les textes juridiques que la Fédération se propose de son propre chef.
- 1er juillet 1867 : Formation du noyau territorial (Québec, Ontario, Nouveau-Brunswick et Nouvelle-Écosse)

cf. Loi constitutionnelle de 1867 (29 mars 1867)
- 15 juillet 1870 : Annexion de la Terre de Rupert et du Territoire du Nord-Ouest

cf. Décret en conseil sur la Terre de Rupert et le Territoire du Nord-Ouest (23 juin 1870)
- 20 juillet 1871 : Annexion de la Colombie-Britannique

cf. Conditions de l’adhésion de la Colombie-Britannique (16 mai 1871)
- 1er juillet 1873 : Annexion de l'Île-du-Prince-Édouard

cf. Conditions de l’adhésion de l’Île-du-Prince-Édouard (26 juin 1873)
- 1er septembre 1880 : Annexion de l'archipel arctique

cf. Décret en conseil sur les territoires adjacents (31 juillet 1880)
- 31 mars 1949 : Annexion de l'île de Terre-Neuve et du Labrador

cf. Loi sur Terre-Neuve (23 mars 1949)

### Conventions internationales
Ci-dessous, les textes juridiques que la Fédération se propose de concert avec les pays après ses frontières.

#### Frontière près la France
- Affaire de la délimitation des espaces maritimes entre le Canada et Saint-Pierre-et-Miquelon (10 juin 1992)

#### Frontière près le Danemark
- Accord relatif à la délimitation du plateau continental entre le Groenland et le Canada (17 décembre 1973)
- Depuis 2022 Le Canada fait un accord avec le Danemark pour partager l'île Hans entre eux.

#### Frontière près les États-Unis
- Traité de Paris de 1783 (3 septembre 1783) : 45e parallèle Nord, fleuve Saint-Laurent, Grands Lacs et vallée de l'Ohio
- Convention de Nootka (1790-1794) : île de Vancouver
- Traité de Londres (29 février 1796) : Fleuve Sainte-Croix
- Traité de Gand (24 décembre 1814) : Grands Lacs
- Convention anglo-américaine de 1818 (20 octobre 1818) : 49e parallèle Nord, du lac des Bois jusqu’aux montagnes Rocheuses
- Traité de Saint-Pétersbourg de 1825 (en) (28 février 1825) : mer de Beaufort
- Traité Webster-Ashburton (9 août 1842) : Québec et Nouveau-Brunswick
- Traité de l'Oregon (15 juin 1846) : 49e parallèle Nord jusqu’au détroit de Juan de Fuca
- Traité de Washington de 1871 (8 mai 1871) : îles du détroit de Juan de Fuca
- Traité Hay-Herbert (en) (24 janvier 1903) : Alaska

#### Frontière océanique
- Convention des Nations unies sur le droit de la mer (16 novembre 1994)

## Contentieux irrésolus
- Détroit de Juan de Fuca
- Entrée Dixon
- Île Machias Seal
- Mer de Beaufort
- Passage du Nord-Ouest
- Roche North

## Agences de régulation frontalières
- Agence des services frontaliers du Canada
- Agence du revenu du Canada
- Commandement de la défense aérospatiale de l'Amérique du Nord
- Commission de la frontière internationale
- Commission mixte internationale
- Garde côtière canadienne
- Gendarmerie royale du Canada
- Marine royale canadienne